# محمد الطاهر بن عاشور
محمد الطاهر بن عاشور (تونس، 1296 هـ/1879-13 رجب 1393 هـ/12 أغسطس 1973) عالم وفقيه تونسي، أسرته منحدرة من الأندلس  ترجع أصولها إلى أشراف الأدارسة تعلم بجامع الزيتونة ثم أصبح من كبار أساتذته.

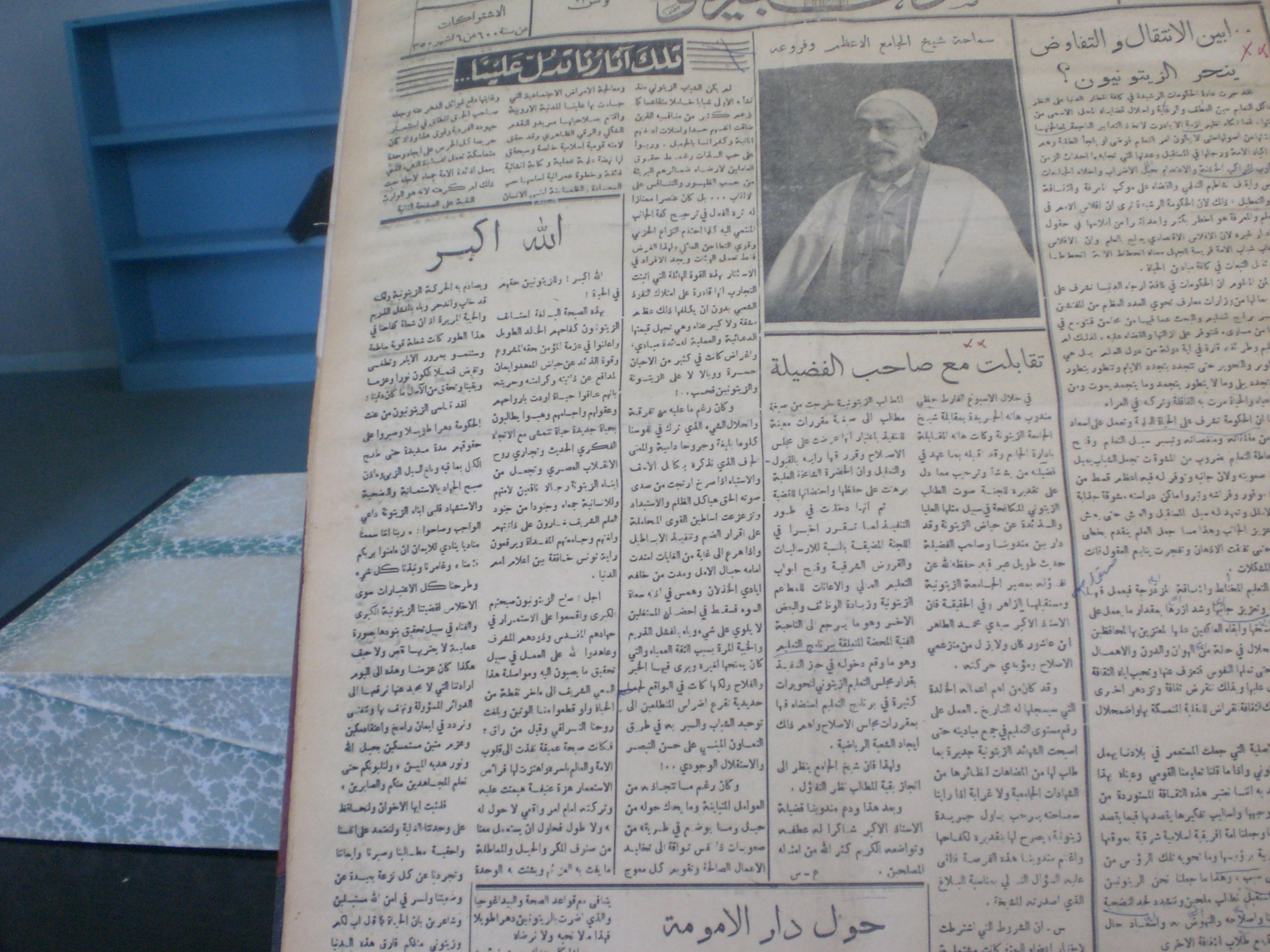
الشيخ محمد الطاهر بن عاشور يتصدر الصفحة الأولى من جريدة صوت الطالب الزيتوني 1950

كان على موعد مع لقاء الإمام محمد عبده في تونس عندما زارها الأخير في رجب 1321 هـ الموافق 1903 م. سمي حاكما بالمجلس المختلط سنة 1909 ثم قاضيا مالكيا في سنة 1911. ارتقى إلى رتبة الإفتاء وفي سنة 1932 اختير لمنصب شيخ الإسلام المالكي، ولما حذفت النظارة العلمية أصبح أول شيخ لجامعة الزيتونة وأبعد عنها لأسباب سياسية ليعود إلى منصبه سنة 1945 وظل به إلى ما بعد استقلال البلاد التونسية سنة 1956. من أشهر أقرانه الذين رافقهم في جامعة الزيتونة: شيخ الأزهر الراحل محمد الخضر حسين، وابنه محمد الفاضل بن عاشور كان بدوره من علماء الدين البارزين في تونس.

## كتاباته ومؤلفاته
كان أول من حاضر بالعربية بتونس في القرن العشرين، أما كتبه ومؤلفاته فقد وصلت إلى الأربعين وهي غاية في الدقة العلمية. وتدل على تبحر الشيخ في شتى العلوم الشرعية والأدب. ومن أجلّها كتابه في التفسير «التحرير والتنوير». وكتابه الثمين والفريد من نوعه «مقاصد الشريعة الإسلامية»، وكتابه حاشية التنقيح للقرافي، و«أصول العلم الاجتماعي في الإسلام»، والوقف وآثاره في الإسلام، ونقد علمي لكتاب الإسلام وأصول الحكم، وكشف المغطى في أحاديث الموطأ، والتوضيح والتصحيح في أصول الفقه، وموجز البلاغة، وكتاب الإنشاء والخطابة، شرح ديوان بشار وديوان النابغة...إلخ. ولا تزال العديد من مؤلفات الشيخ مخطوطة منها: مجموع الفتاوى، وكتاب في السيرة، ورسائل فقهية كثيرة.
وقد قسمت مؤلفاته إلى قسمين منها مؤلفات في العلوم الإسلامية، وأخرى في العربية وآدابها:
العلوم الإسلامية:
- تفسير التحرير والتنوير فسّر الشيخ ابن عاشور القرآن الكريم تفسيرا كاملا سماه: «تحرير المعنى السديد وتنوير العقل الجديد من تفسير الكتاب المجيد»، واختصر هو نفسه هذا الاسم تحت عنوان «تفسير التحرير والتنوير». ويعتبر هذا التفسير موسوعة من المعارف، وقد أتى فيه الشيخ ابن عاشور بالجديد، بحيث لم يكرّر أقوال السابقين، بل أتى بأفكار أصيلة واجتهادية. وقد صدر هذا العمل في مجموعة واحدة تتركب من 30 جزءا في 15 مجلدا بعدما نُشر جزء منه في تونس سنة 1956، وفي القاهرة سنتي 1965 و1966، ثم تم طبع الاجزاء منجمة في تونس ابتداء من سنة 1968. وقد بذل الشيخ محمد الطاهر ابن عاشور جهدا كبيرا في هذا العمل إذ تعمق في معاني القرآن وإعجازه.[5]
- مقاصد الشريعة الإسلامية
- أصول النظام الاجتماعي في الإسلام
- أليس الصبح بقريب
- الوقف وآثاره في الإسلام
- كشف المغطى من المعاني والألفاظ الواقعة في الموطأ
- النظر الفسيح عند مضايق الأنظار في الجامع الصحيح
- قصة المولد
- تحقيقات وأنظار في القرآن والسنة
- التوضيح والتصحيح (أصول الفقه)
- حاشية التوضيح والتصحيح لمشكلات كتاب التنقيح (شرح على كتاب تنقيح الفصول في الأصول لشهاب الدين القرافي)

اللغة العربية وآدابها:
- أصول الإنشاء والخطابة
- موجز البلاغة
- نقد لكتاب الإسلام وأصول الحكم تأليف علي عبد الرازق
- شرح لمقدمة المرزوقي لشرح ديوان الحماسة
- شرح قصيدة الأعشى
- ديوان النابغة الذبياني
- شرح معلقة امرئ القيس
- ديوان بشار، مقدمة وتحقيق
- الواضح في مشكلات شعر المتنبي لأبي القاسم الأصفهاني (تحقيق)
- قلائد العقيان في محاسن الأعيان للفتح بن خاقان القيسي (تحقيق)
- سرقات المتنبي ومشكل معانيه لإبن بسام النحوي (تحقيق)
- تحقيق شرح القرشي على ديوان المتنبي
- غرائب الاستعمال

المجلات العلمية التي ساهم فيها، منها:
- السعادة العظمى
- المجلة الزيتونية

ومن الصحف والمجلات الشرقية:
- هدى الإسلام
- نور الإسلام
- مصباح الشرق
- مجلة المنار
- مجلة الهداية الإسلامية
- مجلة مجمع اللغة العربية بالقاهرة
- مجلة المجمع العلمي العربي بدمشق (مجلة مجمع اللغة العربية بدمشق)

## إرثه
محمد الطاهر بن عاشور هو أب محمد الفاضل بن عاشور (أحد أبرز علماء الدين التونسيين في القرن 20)، ولقد ترك مكتبة غنية بالكتب والمراجع لا زالت موجودة إلى الآن ومتاحة لجميع الباحثين، وحفيده محمد العزيز بن عاشور هو أمينها والقائم بها.

## طالع أيضًا
- منصور أبوزبيدة الفيتوري
- محمد صلاح الدين المستاوي
- علال الفاسي